# Cleistocactus variispinus
Cleistocactus variispinus ist eine Pflanzenart in der Gattung Cleistocactus aus der Familie der Kakteengewächse (Cactaceae). Das Artepitheton variispinus leitet sich von den lateinischen Worten varius für ‚verschiedenartig‘ sowie -spinus für ‚-bedornt‘ ab und verweist auf die Bedornung der Art.

## Beschreibung
Cleistocactus variispinus wächst strauchig mit an der Basis bis zur Triebmitte verzweigten, aufrechten Trieben und erreicht bei Durchmessern von 3 bis 5 Zentimeter Wuchshöhen von 50 bis 100 Zentimetern. Es sind 14 bis 18 undeutlich gekerbte Rippen vorhanden. Die darauf befindlichen weißen Areolen stehen eng beieinander. Die 30 bis 40 geraden, nadeligen Dornen sind hellgelb bis goldgelb oder bräunlich gelb und 1 bis 4 Zentimeter lang. Ein bis zwei von ihnen sind deutlich länger. Sie lassen sich nur schwer in Mittel- und Randdornen unterscheiden. Blühfähige Areolen sind häufig mit abweichenden, borstenartigen Dornen besetzt.
Die geraden, mehr oder weniger waagerecht abstehenden Blüten sind bis 4,8 Zentimeter lang. Die karmin- bis orangerote Blütenröhre ist mit zahlreichen weißen Flöckchen besetzt. Die aufrechten Blütenhüllblätter sind weißlich und besitzen blassgrüne Spitzen. Die kugelförmigen, violettroten Früchte erreichen Durchmesser von bis 2 Zentimetern.

## Verbreitung, Systematik und Gefährdung
Cleistocactus variispinus ist im bolivianischen Departamento La Paz in Höhenlagen von etwa 2000 Metern verbreitet.
Die Erstbeschreibung erfolgte 1964 durch Friedrich Ritter.
In der Roten Liste gefährdeter Arten der IUCN wird die Art als „Data Deficient (DD)“, d. h. mit keinen ausreichenden Daten geführt.

## Nachweise